# Blood on the Dance Floor (piosenka)
Blood on the Dance Floor – piosenka Michaela Jacksona pochodząca z albumu Blood on the Dance Floor, wydana na singlu w 1997 roku. Jackson i Teddy Riley napisali utwór w czasie powstawania albumu Dangerous. Piosenka to mieszanka różnych gatunków, od rocka po funk.

## Lista utworów

### Wydanie oryginalne

#### Wielka Brytania: #1
1. „Blood on the Dance Floor” – 4:12
2. „Blood on the Dance Floor” (TM's Switchblade Mix) – 8:39
3. „Blood on the Dance Floor” (Refugee Camp Mix) – 5:27
4. „Blood on the Dance Floor” (Fire Island Vocal Mix) – 8:57
5. „Blood on the Dance Floor” (Fire Island Dub) – 8:55

#### Wielka Brytania: #2
1. „Blood on the Dance Floor” – 4:12
2. „Blood on the Dance Floor” (TM's Switchblade Edit) – 8:39
3. „Blood on the Dance Floor” (Fire Island Radio Edit) – 8:57
4. „Dangerous” (Roger's Dangerous Club Mix) – 6:55

#### USA
1. „Blood on the Dance Floor” – 4:12
2. „Blood on the Dance Floor” (TM's Switchblade Edit - long) – 4:11
3. „Blood on the Dance Floor” (Refugee Camp Edit) – 3:19
4. „Blood on the Dance Floor” (Fire Island Radio Edit) – 3:50
5. „Blood on the Dance Floor” (TM's Switchblade Mix - long) – 10:00
6. „Dangerous” (Roger's Dangerous Club Mix) – 6:55

## Listy przebojów
| Kraj   | Lista                            | Pozycja |
| ------ | -------------------------------- | ------- |
| AUS    | ARIA                             | 5       |
| AUT    | Ö3 Austria Top 40                | 9       |
| BE-VLG | Ultratop 50                      | 11      |
| BE-WAL | Ultratop 50                      | 11      |
| FIN    | Suomen virallinen lista          | 2       |
| FRA    | SNEP                             | 10      |
| ESP    | Top 100 Canciones                | 1       |
| NLD    | Single Top 100                   | 7       |
| DEU    | GfK Entertainment                | 5       |
| NZL    | Recorded Music NZ                | 1       |
| NOR    | VG-Lista                         | 2       |
| SWE    | Sverigetopplistan                | 2       |
| CHE    | Schweizer Hitparade              | 5       |
| ITA    | FIMI                             | 1       |
| GBR    | Official Charts Company          | 1       |
| USA    | „Billboard” Hot 100              | 42      |
| USA    | „Billboard” Hot Dance Club Songs | 10      |
| USA    | „Billboard” Pop Songs            | 38      |
| USA    | „Billboard” Rhythmic Songs       | 24      |